# Campeonato Gaúcho 1954
In 1954 werd het 34ste Campeonato Gaúcho gespeeld voor voetbalclubs uit de Braziliaanse staat Rio Grande do Sul.Er werden regionale competities gespeeld en de kampioenen ontmoetten elkaar in de finaleronde die gespeeld werd van 23 januari 1955 tot 3 april 1955. Renner werd kampioen. 

## Eindstand
| Plaats | Club              | Wed. | W | G | V | Saldo | Ptn. |
| ------ | ----------------- | ---- | - | - | - | ----- | ---- |
| 1.     | Renner            | 4    | 3 | 1 | 0 | 7:1   | 7    |
| 2.     | Brasil de Pelotas | 4    | 2 | 1 | 1 | 6:5   | 5    |
| 3.     | Ferro Carril      | 4    | 0 | 0 | 4 | 2:8   | 0    |

## Kampioen
| Campeonato Gaúcho de 1954  |
| Porto Alegre               |
| -------------------------- |
| RENNER Kampioen (1° titel) |